# Lobogonia bilineata
Lobogonia bilineata là một loài bướm đêm trong họ Geometridae.